# 五五购物节

五五购物节标志

五五购物节是由上海市人民政府推出的一系列地方性消费主题活动，最初是因应2019冠狀病毒病上海市疫情导致的经济影响而举办，以此带动民众恢复消费热情，后延续至今。活动于2020年起的每年5月至6月进行，第一届于2020年5月4日启动，同年6月30日落幕，时间上横跨整个第二季度，贯穿劳动节、儿童节、端午节等多个重点节日，上海地区各电商平台、商业企业、品牌企业、终端产品均会参与此次活动。
在许昆林担任中共苏州市委书记后，为强化上海与苏州的两地合作，自2021年起“五五购物节”实行上海、苏州两地联动举办。

## 背景
上海是中国首批实现社会消费品零售总额突破万亿元的城市之一，在2019年，上海社会消费品零售总额达1.35万亿元，连续三年稳居中国大陆各城市首位。2020年初，上海市暴发冠狀病毒病疫情，对消费市场造成一定影响。为支持企业抗击疫情，上海出台《支持服务企业平稳健康发展若干政策措施》，帮助包括商贸等各类企业降低经营成本、提供融资便利，协调解决防疫物资需求等问题。随着冠狀病毒病疫情在中国大陆地区得到控制，上海市人民政府在2020年4月23日对外发布《关于提振消费信心强力释放消费需求的若干措施》，同时宣布“五五购物节”将于5月4日启动，以此促进民众消费。上海市商务委主任华源在发布会上表示，“五五购物节”强调“市区联合、政企联手、全城联动”，最大限度促进消费回补和潜力释放，同时也是“上海购物”品牌的标志性活动。
2020年5月4日20时，上海正式启动“五五购物节”。中共中央政治局委员、中共上海市委书记李强出席，与企业代表共同启动此次活动，上海市委副书记、代市长龚正作主旨推介。

## 历届概况

### 第一届
根据上海市政府发布会上提供的资料，第一届“五五购物节”期间共举行130多项重点活动以及700多项特色活动，各大消费板块都将推出丰富多彩的促销活动。

#### 优惠促销活动

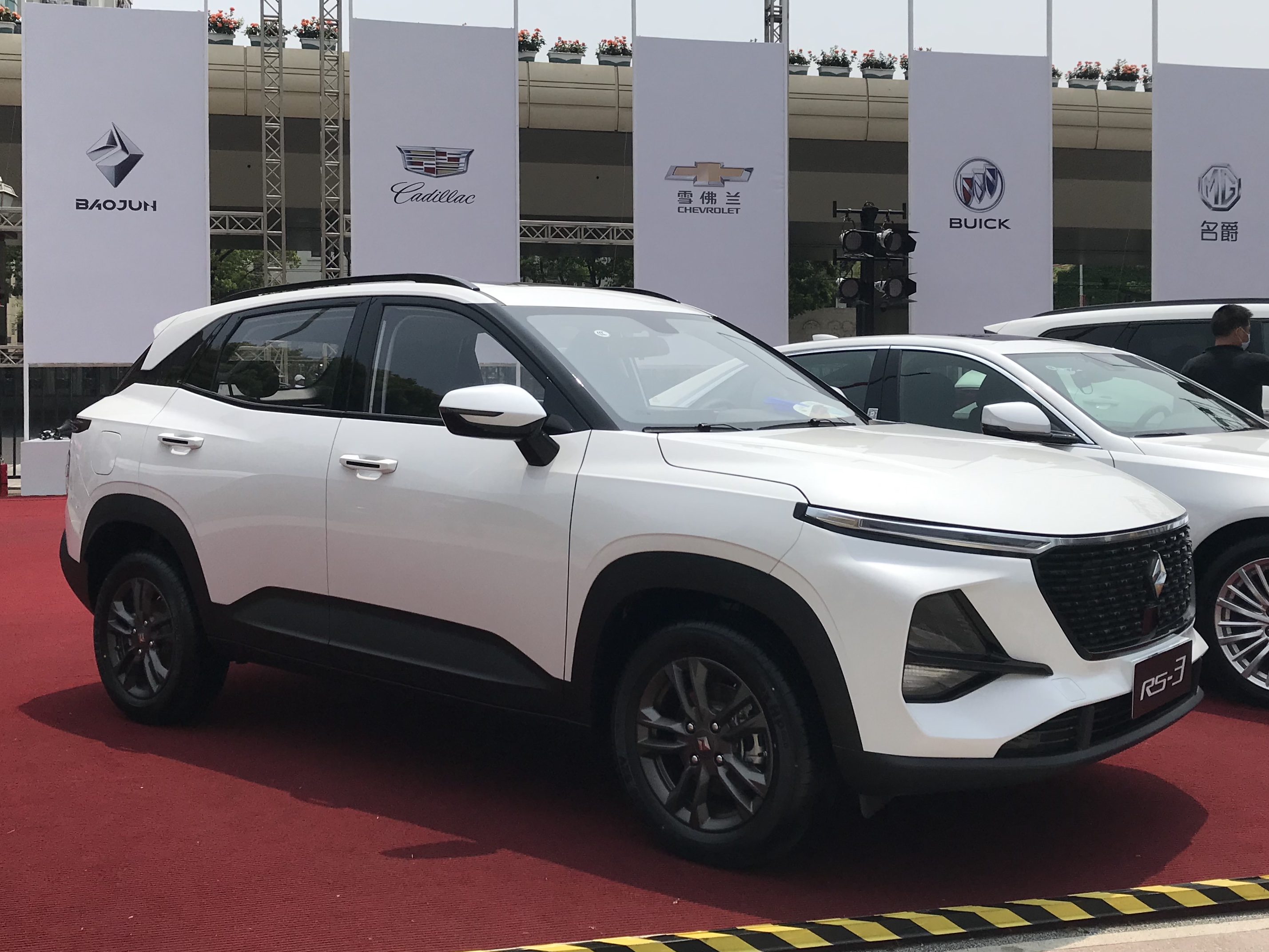
上汽集团于五五购物节在上海展览中心举办的车展

各大消費板塊向消费者推出优惠促销活动。目前部分企业已经公布的优惠方案有：阿里巴巴集团让利20亿元，拼多多补贴25亿元，苏宁易购发券20亿元，百联集团发放12亿元消费券，美团点评送出12亿元红包。其中，拼多多共设立25亿元现金消费补贴，同时也是拼多多首次将百亿补贴活动覆盖线下，覆盖包括第一八佰伴、第一百货商业中心、百联中环购物广场等各大上海核心商圈，以及世纪联华、上海华联超市等商超渠道。而首批上线的新世界城10000张消费券，上线30分钟便遭抢购一空。另外，阿里巴巴集团推出「55聚划算滙聚上海」專屬會場，開展打折、發放大額優惠券等讓利活動。喜马拉雅FM则上线“五五购物节”专区，在线上线下发放20亿消费券。跨境电商别样海外购上线“别样潮流周”活动，帮助消费者实现零差价全球购，“云”逛海外线下商场。
文旅企业方面，携程宣布为上海消费者补贴10亿元。餐饮行业方面，上海将推出一系列以“寻味魔都”为主题的餐饮优惠促销营销活动，涵盖优惠促销、互动体验、美食评选、技艺展示、榜单发布、地标打卡等内容。
汽车零售方面，上汽集团推出“五与上汽有个约惠”、“上汽之夜”专场活动，上汽旗下各款车型进行优惠促销。

#### 直播活动
4月30日，百联集团与阿里巴巴集团合作推出“云逛百联·直播上海”活动，百联旗下世博源等四個購物中心开设淘寶直播；此外，光明、東浩蘭生、豫園等企業也將開展老字號遊園會活動，170個上海老字號品牌也將在多家電商平台上發佈兩千多款老字號新品。五一假期期间，上海的淘宝主播为“五五购物节”连开10000场直播。携程、驴妈妈旅游网、春秋均表示开设直播助力此次购物节。苏宁易购集团亦启动“苏宁千场嗨购直播盛典”，为消费者推介各种商品。
上海广播电视台旗下的各套广播频率从4月30日至5月5日推出新媒体直播，55位电台主持人将通过抖音平台介绍上海本地特色产品。上海新闻广播、上海交通广播、东方都市广播在5月5日同步播出“五五购物节”12小时大直播，此外电台将于5月及6月赠送价值5500万元的广告资源助力购物节举办。而东方卫视定于5月4日20时18分开设“2020五五购物节”全球大直播。直播涵盖“上海好礼”“上海味道”“上海制造”“上海腔调”四大主题，并邀请淘宝主播李佳琦、演员黄渤、江疏影在直播现场推介商品，此外上海各区领导人会在直播现场介绍当地特色农产品。此次直播同时在文汇、上观新闻、看看新闻、新浪微博、抖音、快手、淘宝、拼多多、苏宁易购、澎湃新闻等平台同步播出。此次直播参与企业和平台预售额达89亿，观众达2亿人次。
5月30日，中共上海市委宣传部、上海市文化和旅游局推出“五五购物节·品质生活直播周”，活动期间共开设三百三十多场直播活动。

#### 地方性活动
上海市各市辖区亦为“五五购物节”策划了各项特色活动。其中，金山、青浦、奉贤、嘉定举行的特色活动凸显乡村特色，以体现当地的产业优势；而中心城区举行的活动则以线上与线下结合。

#### 衍生活动
“五五购物节”期间，各行业将推出不同的衍生活动，包括“百条线路玩起来”“百家景区惠起来”等“五个一百”主题活动、上海信息消费节、上海夜生活节、上海小吃節、信息消费云峰汇、上海制造佳品汇、品质生活直播周等。

### 第二届
第二屆“五五购物节”於2021年5月1日起舉行。同時苏州從2021年起與上海联动举办“五五购物节”。
第二届“五五购物节”提出了全面推进商业数字化转型的措施，其中包括开展数字人民币应用试点。苏州和上海两地将在“五五购物节”上发放消费红包。

#### 直播活动
为迎接2021“五五购物节”，东方卫视将于5月1日周六晚上八点档推出嗨购上海——2021“五五购物节”全球大直播，以“享受品质消费，遇见美好生活”为主题，给市民带来更多实惠消费体验、提升生活品质。節目中，以“五五购物节美好生活推介官”李佳琦和“五五购物节品质消费推介官”薇娅为代表的全网55位电商主播汇聚，分别在上海演播厅、杭州直播间为广大观众带来“五五购物节”好物推介，並邀請尹正、林依轮、佘诗曼、王勉、黄执中、SNH48-费沁源和SNH48-苏杉杉等多位明星轮番亮相節目推介商品。
此外，此次直播同时在看看新闻、微博、抖音、快手、百视TV、拼多多、淘宝、小红书、途虎养车等多個新媒体平台将进行長達4小时多地多场景直播。观众可以扫描二维码进入“五五购物节”专属聚合网页，在观看直播的同时可进行互动。

#### 衍生活动
第二届“五五购物节”围绕“全球首发季”和“全城打折季”两大主题进行，举办包括全球好物快闪集市、国风汉服大赏、55好物摇一摇、百万福利大回馈、“天地表演艺术节”、“浦东国际品质生活节”、第二屆上海制造佳品汇、第二届“上海夜生活节”、“数字人民币 五五欢乐购“等各类活动近1900项，時間横跨第二季度。

### 第三届
因2022年3月开始的本土聚集性疫情影响，“五五购物节”未能如期举办。7月31日，全国“国际消费季”暨第三届上海“五五购物节”開幕。此屆五五購物節有12项标杆活动。8月2日，五五購物節的組成部分2022上海“进口嗨购节”启动。8月4日，五五购物节12大标杆活动IP之一的2022上海咖啡文化周开幕。8月7日，第三届五五购物节另一個标杆活动上海邻里生活节開幕。8月12日，上海五五购物节项目之一的“上海环球美食节”开幕。　8月25日，五五购物节全球新品首发季的板块之一2022上海国际美妆节啟動。
苏州方面，由于疫情原因，沪苏联动“五五购物节”活动亦暂停一年，以“苏新消费·笑拼苏州2022夏季购物节”取代。。

### 第四届
2023国际消费季暨第四届上海“五五购物节”於2023年4月29日舉辦。而苏州联动上海“五五购物节”活动于4月28日晚在金鸡湖湖滨广场举行启幕仪式。6月30日，第四届五五购物节结束。

### 第五届
第五届五五购物节于2024年4月27日啟動，並持续至6月底。

### 第六届
第六屆五五購物節从2025年4月底持续到6月底。

## 影响

### 第一届
根据中国银联联合支付宝、财付通提供的数据显示，在“五五购物节”启动后的6分钟内，上海地区消费支付实时金额达1亿元人民币。而百联集团与此次购物节配套推出的“焕享一新——百联千店i购季”主题活动，截至5月3日共发出消费券7.2亿元，实现全域成交额19.2亿元，累计吸引客流1229万人次，在淘宝直播上“云逛街”活动观看人次超过100万。截至5日下午2时12分，上海地区消费支付总额超过100亿元。
而在5月4日晚的淘宝直播中，奥运冠军吴敏霞与李佳琦搭档推销上海本地品牌商品，在上架数秒后随即被售罄。
5月13日，上海市政府新闻办举行新闻发布会介绍“五五购物节”进展情况。上海市商务委主任华源介绍，5月1日至10日，上海地区网络零售额超过400亿元，快递揽件量达7743.8万件，同比增长26.3%；全市线下实物消费482亿元，基本恢复到2019年同期水平。
7月8日，上海市商務委主任在上海市政府新聞發布會上表示，在五五購物節期間，上海200家大型商業企業實現銷售額684億元人民幣，同比增長4.5%，環比增長33.5%；上海线下实物消费总额2846亿元，环比增长11.6%，基本恢复到2019年同期水平；上海地区快件数达5亿件，同比增20.6%；上海网络零售额达2551亿元，同比增长23.5%；5月至6月上海销售新车11.6万辆，销售额同比增长9.9%。

### 第二届
2021年5月2日，上海市商务委发布消息称，从5月1日晚8点到5月2日18点14分，上海地区累计消费支付金额突破2020年启动仪式后24小时的156亿元，提前了1小时46分钟。至5月2日晚8点，24小时累计消费金额达到173亿元，同时段同比增长了11%。
2021年7月15日，上海市商务委发布消息称，2021年5月，上海社会消费品零售总额同比增长15.7%，比2019年增长16.4%，初步估计6月上海社会消费品零售总额同比增长10%以上。支付端监测全市线下消费4991亿元，同比增长12%；线上消费实现网络零售额2905亿元，同比增长14%；上海地区快递揽件量超6.5亿件，同比增长25%。

### 第四届
2023年5月31日，上海市政府召开新闻通气会介绍，4月29日至5月28日第四届“五五购物节”启动首月期间，上海市线下消费日均近80亿元，与2021年活动同期基本持平，较2022年活动同期增长33.6%。
2023年7月12日，有關方面在第四届“五五购物节”总结新闻通气会上表示，第四届“五五购物节”期间，上海市线下消费日均71.3亿元，较2022年购物节同期增长16.2%。